# Figarol
Figarol (okzitanisch: Higaròu) ist eine französische Gemeinde mit 313 Einwohnern (Stand: 1. Januar 2022) im Département Haute-Garonne in der Region Okzitanien. Sie gehört zum Arrondissement Saint-Gaudens und zum Kanton Bagnères-de-Luchon. Die Einwohner werden Figaroliens genannt.

## Lage
Die Gemeinde Figarol liegt im Osten der Landschaft Comminges, 17 Kilometer östlich von Saint-Gaudens. Die Garonne markiert die nördliche Gemeindegrenzr von Figarol. Umgeben wird Figarol von den Nachbargemeinden Lestelle-de-Saint-Martory im Norden, Montsaunès im Nordosten und Osten, Mane im Osten, Montgaillard-de-Salies im Südosten, Montastruc-de-Salies im Süden, Rouède im Südwesten, Montespan im Westen sowie Beauchalot im Nordwesten.

## Bevölkerungsentwicklung
| Jahr                       | 1962 | 1968 | 1975 | 1982 | 1990 | 1999 | 2006 | 2014 | 2020 |
| Einwohner                  | 267  | 232  | 212  | 188  | 195  | 236  | 277  | 289  | 315  |
| Quellen: Cassini und INSEE |      |      |      |      |      |      |      |      |      |

## Sehenswürdigkeiten

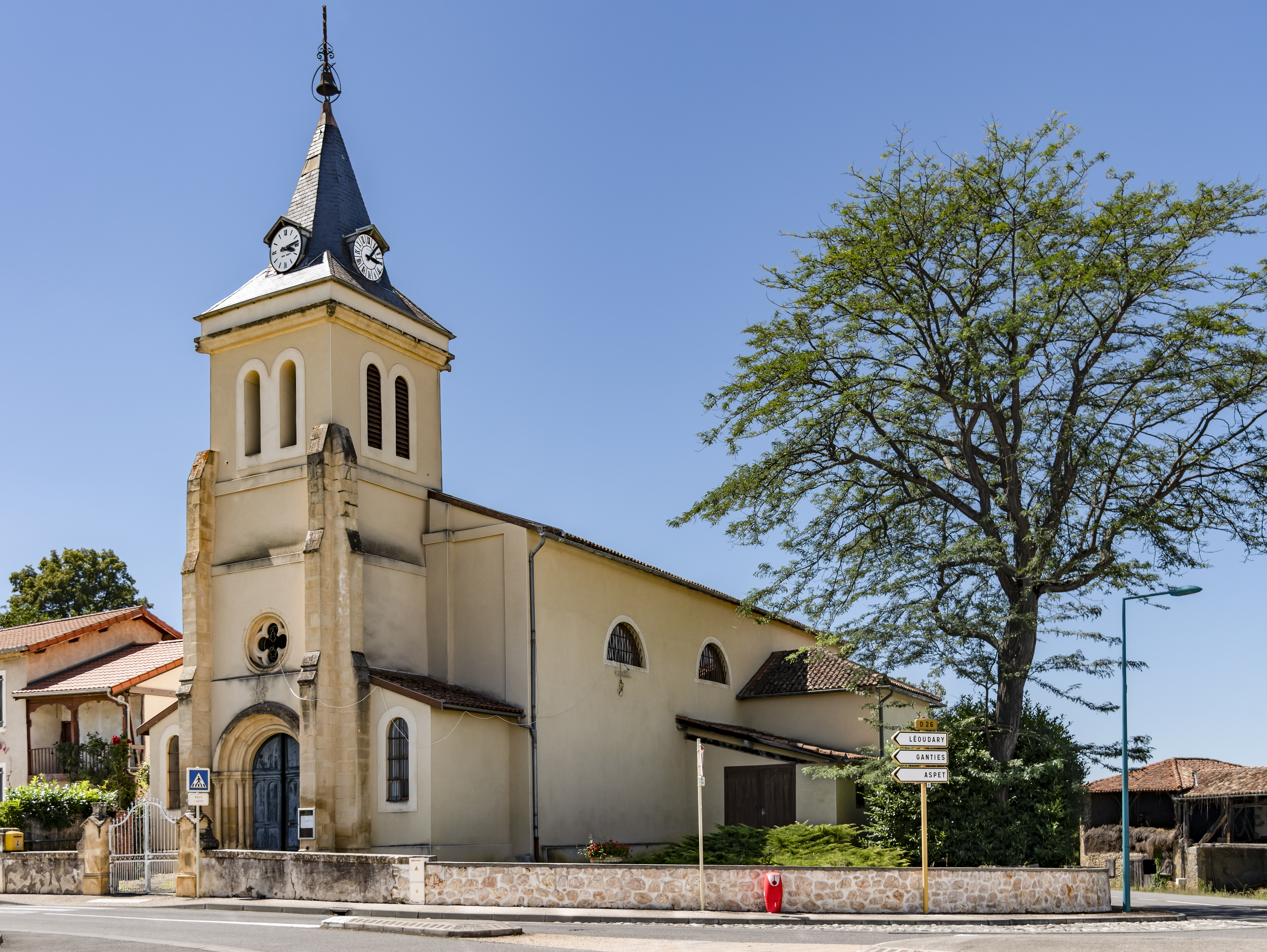
Kirche Saint-Michel
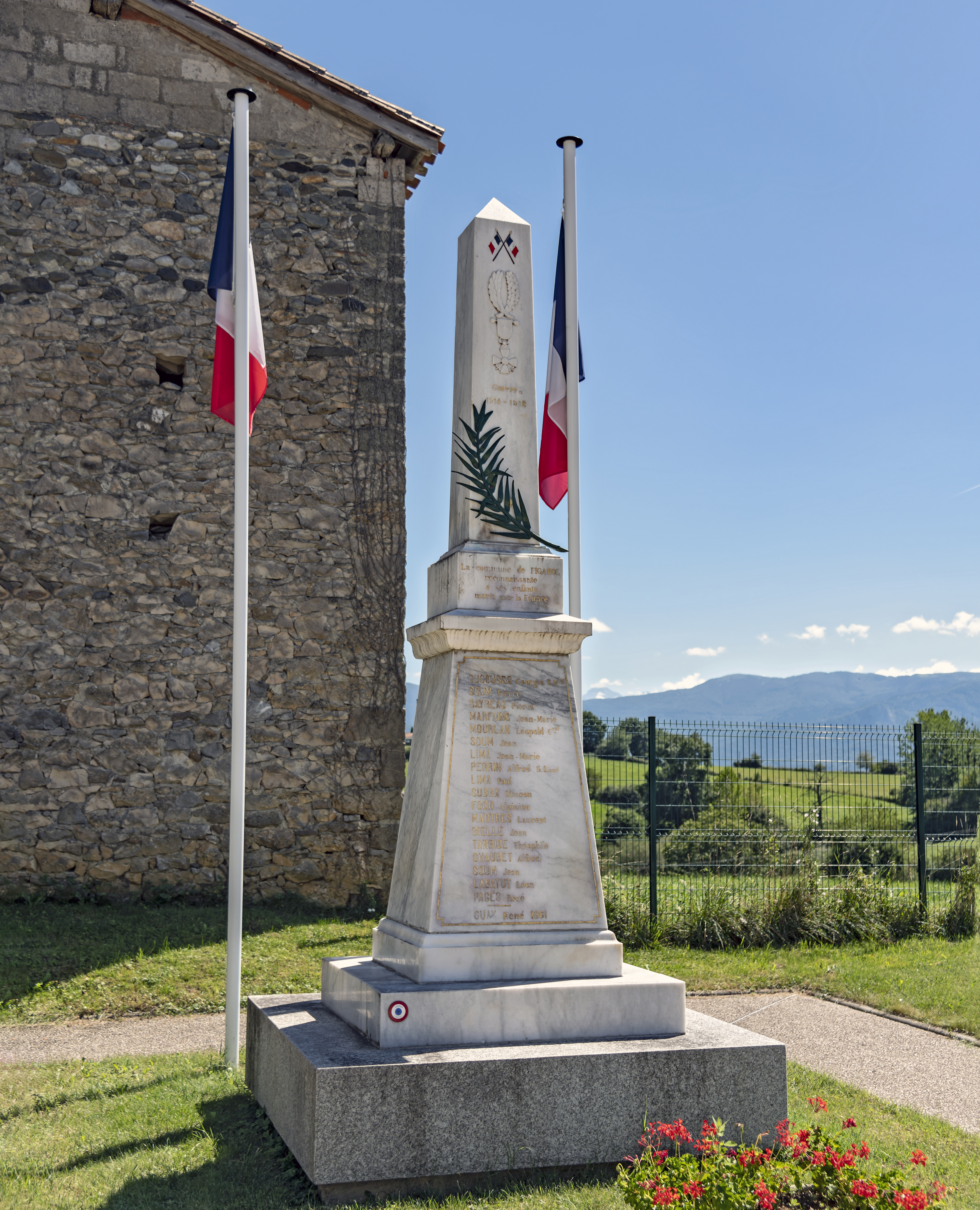
Gefallenendenkmal

- Kirche Saint-Michel
- Gefallenendenkmal